# Gottrupelle
Gottrupelle (dansk) eller Gottrupel (tysk) er en landsby beliggende halvvejs mellem Flensborg og Hanved ved Medenå (Meyner Mühlenstrom) i det nordlige Sydslesvig. Administrativt hører Gottrupelle under Hanved kommune (Slesvig-Flensborg kreds), en mindre del under Flensborg-Friserbjerg. Gottrupelle var en selvstændig kommune, indtil den blev sammenlagt med nabokommunerne Ellund, Hanved, Havrup, Hyllerup og Timmersig i 1974. I den danske tid hørte landsbyen under Hanved Sogn i Vis Herred (Flensborg Amt). Med til Gottrupelle hører skovområdet Tislund. Vest for landsbyen ligger motorvejen A 7/E45 og Scandinavian Park. Mod nord grænser Gottruppelle til Ellund, mod syd til Hanved-Langbjerg. 
Gottrupelle blev første gang nævnt 1452. Stednavnet beskriver en til Gottorp hørende elleskov (sml. den historiske form Godtorpelle). I 1496 nævnes et gods med to kådnersteder (sønderjydsk for husmandssted). Der har været gravet grus omkring Gottruppelle i mange år, senere blev de tidligere grusgrave anvendt til deponi af lossepladsaffald. Mod øst grænser Gottruppelle til det naturfredede område Skæferhus (Schäferhaus). Det var i Gottrupelle, den tyske nazist og kommandant for koncentrationslejren Auschwitz Rudolf Höss gemte sig efter 2. verdenskrig under navnet Lang hos den lokale bonde Hansen. Höss blev først arresteret den 11. marts 1946, udleveret til russerne og hængt i Auschwitz i april 1947.